# Salambo (1924)
Salambo, in Deutschland auch unter dem Zweittitel Der Kampf um Karthago geführt, ist ein österreichisch-französisches Historienfilmdrama aus dem Jahre 1924 nach der gleichnamigen Vorlage von Gustave Flaubert.

## Handlung
Der Film spielt zur Zeit der Punischen Kriege. Unmittelbar nach dem Ersten Punischen Krieg, der für Karthago verloren ging, sieht sich die Stadt außerstande, ihren Soldaten den noch ausstehenden Sold zu bezahlen. Die Stimmung erreicht den Nullpunkt, als schließlich auch noch die Soldaten eines bestimmten Regiments ausgesprochen schlecht behandelt werden. Daraufhin stellt sich deren Anführer, der Soldat Matho, an die Spitze einer Rebellion. An seine Seite gesellt sich der befreite Sklave Spendius.
Gemeinsam ziehen sie mit seinen Mannen gegen die Stadt. Doch ihr Schicksal wendet sich zum schlechten, als der Numidierfürst Narr’ Havas, einst ihr Verbündeter, sich gegen Matho wendet. Dieser Verrat verleiht dem Anführer der karthagischen Truppen, Hamilcar Barkas, Oberwasser, zumal Hamilcar in Matho den Verführer seiner geliebten Tochter Salambo sieht. An Mathos Hochzeitstag mit Salambo wird Matho, in die Fänge seiner Gegner geraten, zu Tode gefoltert. Am Boden zerstört, stirbt Salambo an Mathos Leichnam.

## Produktionsnotizen
Salambo wurde 1924 im Wiener Sievering-Atelier gedreht und am 23. Dezember 1924 im Rahmen einer Pressevorführung uraufgeführt. Der Massenstart in Wiener Kinos erfolgte am 30. Januar 1925. Der sechsaktige Film besaß eine Länge von etwa 2750 Metern und wurde mit Jugendverbot belegt.
Die Bauten stammen von Artur Berger und Ernst Richter. Die Kostüme schuf Remigius Geyling.

## Kritik
In Paimann’s Filmlisten ist zu lesen: „Im Vordergrunde steht die großzügige und in jeder Hinsicht wohlgelungene Aufmachung des Bildes, welche allein es schon über den Durchschnitt hebt. Die Darstellung ist durchgehends sehr gut, ebenso die Photographie mit Ausnahmen weniger Szenen. Die Schwäche des Bildes hingegen stellt dessen Sujet, vorwiegend verfilmte Historie, dar, welches infolgedessen etwas arm an dramatisch verwertbarer Handlung ist.“